# Бояново
Бояново (пол. Bojanowo) — город в Польше, входит в Великопольское воеводство, Равичский повят. Центр гмины Бояново. Занимает площадь 2,34 км². Население 2991 житель (2009 год, в 2004 году в городе проживали 3003 человека).

## История
Город заложен Стефаном Бояновским в 1638 году, давшим у себя приют лютеранским беглецам.

## Фотографии

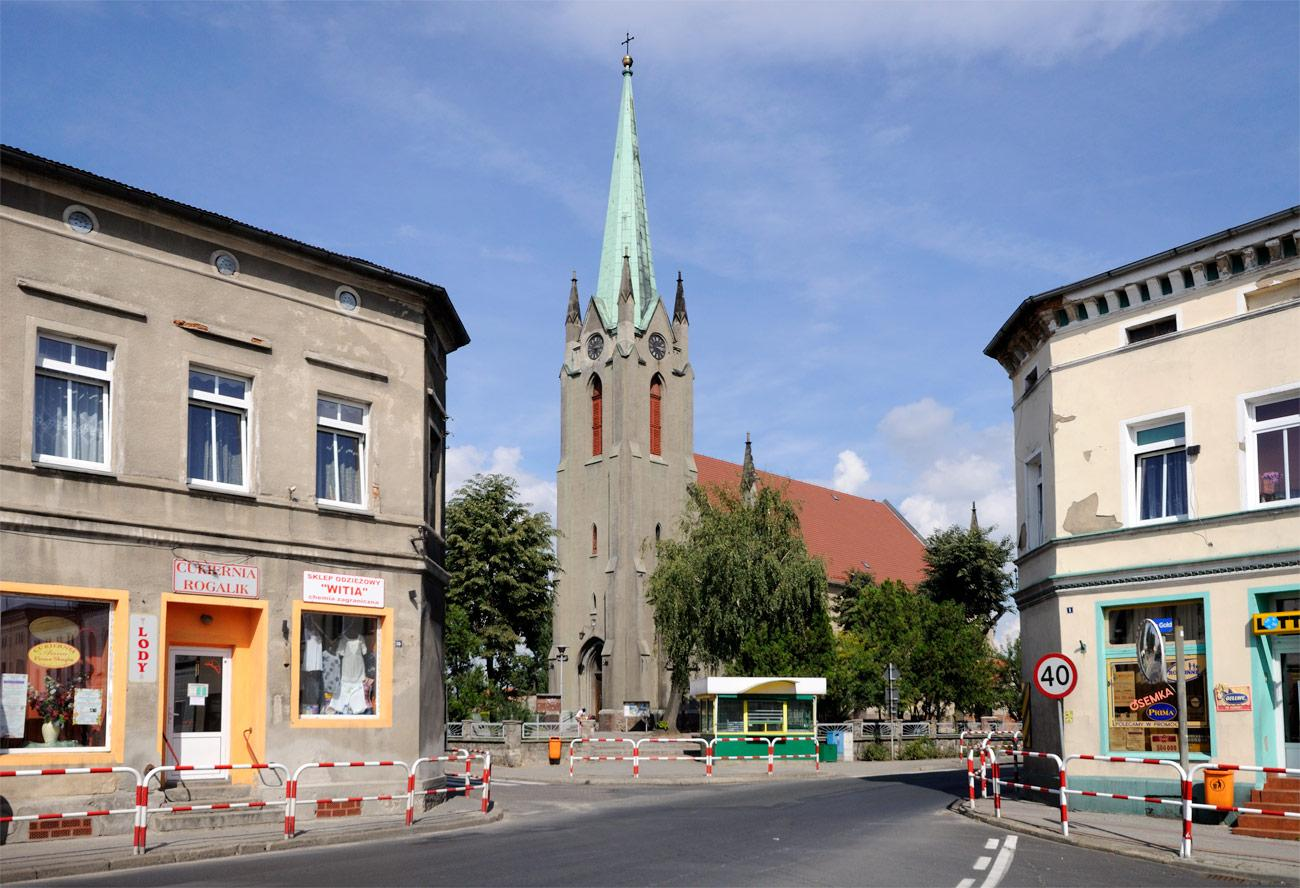
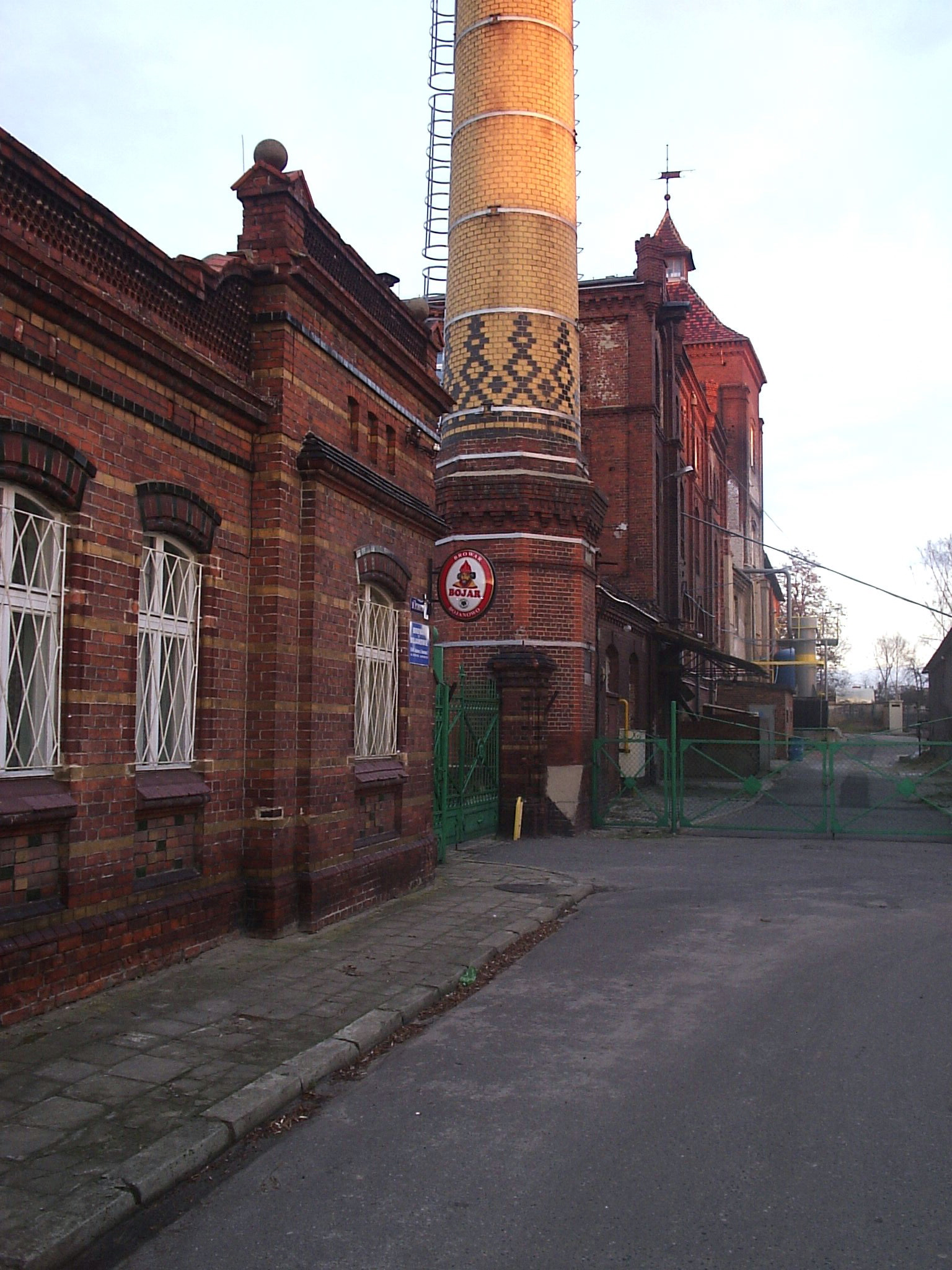
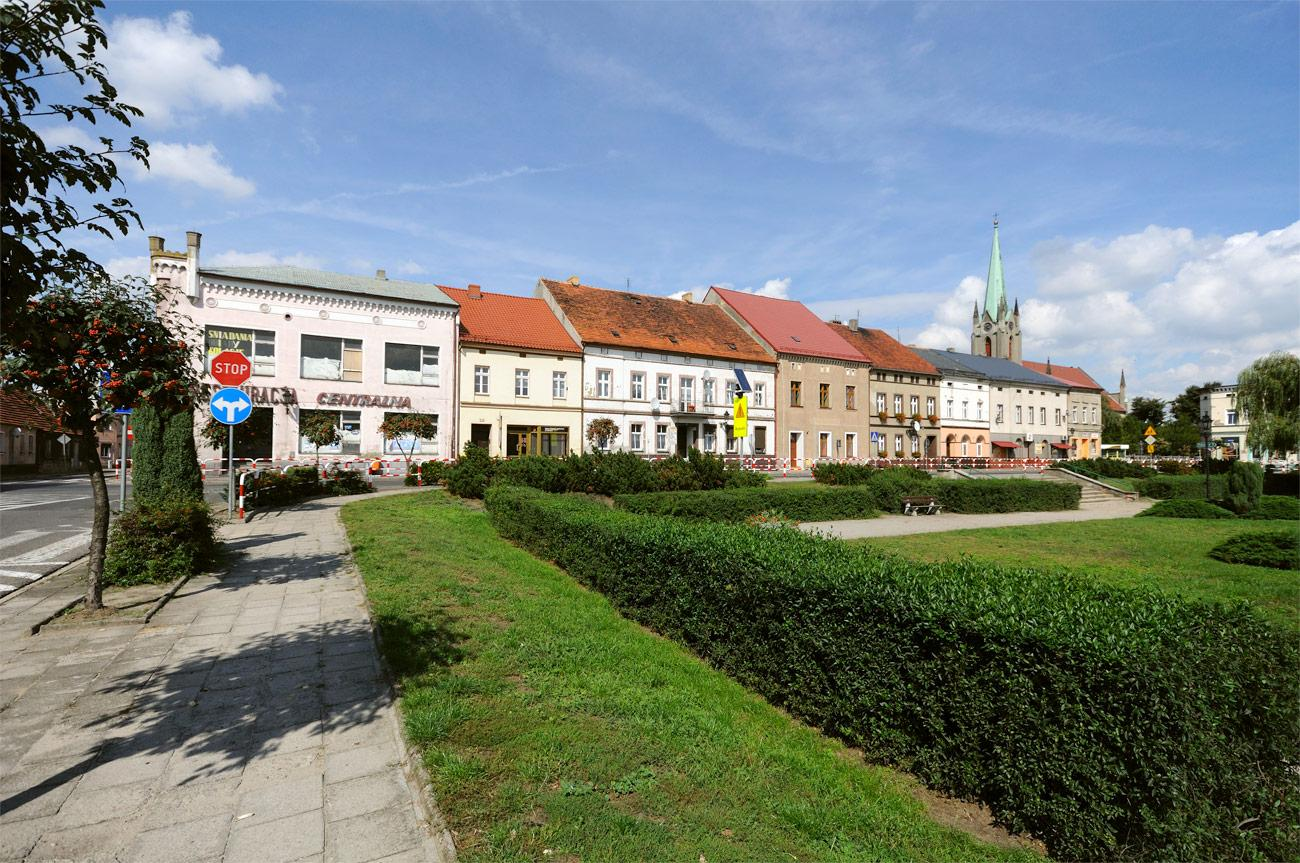